# Elisabetta Marin
Elisabetta Marin (Trieste, 5 novembre 1977) è un'ex giavellottista italiana, due volte campionessa italiana invernale di lanci.

## Biografia
Ha esordito nel 1992 vincendo il titolo italiano allieve e si è poi riconfermata l'anno successivo vincendo il bronzo alle Gymnasiadi di Cipro. Il suo miglior lancio è di 61,77 metri, fatto a Gorizia nel 2004 ed è la terza miglior prestazione italiana di tutti i tempi.
Nel 2002 partecipa ai Campionati europei di Monaco di Baviera dove finirà sesta. Nel 2004 partecipa ai Giochi della XXVIII Olimpiade di Atene.

## Palmarès
| Anno | Manifestazione | Sede              | Evento                 | Risultato | Misura  | Note |
| ---- | -------------- | ----------------- | ---------------------- | --------- | ------- | ---- |
| 2002 | Europei        | Monaco di Baviera | Lancio del giavellotto | 6ª        | 60,12 m |      |
| 2003 | Universiadi    | Taegu             | Lancio del giavellotto | 9ª        | 53,17 m |      |
| 2004 | Olimpiadi      | Atene             | Lancio del giavellotto | 30ª       | 56,34 m |      |

## Campionati nazionali
- 1992 : Campionati italiani allieve : IV classificata con 38.90 metri.
- 1993 : Campionati italiani allieve : I classificata con 46.24 metri. – Incontro internazionale giovanile
- 1994 : Campionati italiani allieve : I classificata
- 1995 : Campionati italiani juniores : II classificata - Partecipazione ai campionati italiani assoluti
- 1996 : Campionati italiani juniores I classificata – Partecipazione ai campionati italiani assoluti - Incontro internazionale juniores a Udine
- 1997 : Campionati italiani promesse : II classificata – Partecipazione ai campionati italiani assoluti
- 1997 : Campionati italiani universitari S. Marino: II classificata
- 1998 : Campionati italiani invernali Vigna di Valle : I classificata categoria promesse, III classificata categoria assoluta – Nuovo record personale : 50.40 metri.
- 1999 :  Campionati italiani invernali : III classificata categoria promesse, IV classificata categoria assoluta
- 1999 : Campionati italiani promesse Fiuggi : III classificata – Campionati italiani assoluti V classificata – Nuovo record personale : 52.40 metri.
- 2000 : Campionati italiani invernali assoluti Ascoli Piceno : II classificata
- 2000 : Campionati italiani assoluti a Milano : IV classificata: Nuovo record personale: 54.94 metri.
- 2001 : Campionati italiani invernali Marina di Pietra Santa: III classificata
- 2001 : Campionati italiani universitari : I classificata 54.97 metri
- 2002 : Campionati italiani invernali Ascoli Piceno: II classificata
- 2002 : Campionati italiani universitari I classificata Nuovo record personale: 56.51 metri
- 2002 : Campionati italiani assoluti Viareggio: II classificata
- 2002 : Campionati italiani assoluti di società serie Argento Pescara: I classificata.
- 2003 : Campionati italiani invernali assoluti Gioia Tauro: I classificata
- 2003 : Campionati italiani Universitari Salerno: I classificata
- 2003 : Campionati italiani assoluti di società serie argento Milano: I classificata
- 2003 : Campionati italiani assoluti Rieti: II classificata
- 2004 : Campionati italiani invernali assoluti Ascoli Piceno: II classificata 56.09 metri.
- 2004 : Campionati italiani assoluti di Firenze: I classificata 60.54
- 2004 : Campionati italiani assoluti di società serie argento di Roma: I classificata
- 2005 : Campionati italiani assoluti Vigna di Valle: I classificata

## Altre competizioni internazionali
- 1994 :  Gymnasiadi di Cipro: III classificata con 48.08 metri.
- 1995 : Incontro internazionale juniores a Nizza
- 1998 :  Incontro internazionale lanci Bolouris : I classificata categoria promesse, II classificata assoluta – Nuovo record personale 51.30 metri.
- 1999 :  Incontro internazionale lanci Vigna di Valle categoria promesse
- 2000 : Meeting internazionale di Trento “Donna sprint” : III classificata – Nuovo record personale : 53.35 metri.
- 2002 ; Eurochallenge invernale Pola
- 2002 : Meeting internazionale di Velenje I classificata Nuovo record personale: 56.62 metri
- 2002 : Golden Gala - Roma stadio olimpico - VIII classificata Nuovo record personale: 57.75 metri.
- 2002 : Meeting internazionale Rieti: III classificata
- 2003 : Eurochallenge invernale lanci Gioia Tauro: IV classificata
- 2003 : Incontro internazionale Italia/Francia Clermont Ferrand
- 2003 : Meeting internazionale Gran Prix Losanna
- 2003 : Meeting Internazionale di Algeri
- 2003 : Meeting Internazionale Gran Prix Bratislava
- 2003 : Meeting nazionale città di Eboli: I classificata.
- 2004 : Eurochallenge invernale lanci Malta: IV classificata 59.27 metri
- 2004 : Meeting di Gorizia: I classificata nuovo record personale 61.77
- 2004 ; Meeting di Rovereto IV classificata: 57.65
- 2004 : Meeting città di Eboli: I classificata 58.95
- 2004 : Meeting di Kalamata (Grecia): II classificata
- 2005 : Eurochallenge Malta